# Theophane Hytrek
Theophane Hytrek (* 28. Februar 1915 in Stuart/Nebraska; † 13. August 1992) war eine US-amerikanische Komponistin, Kirchenmusikerin und Musikpädagogin.
Hytrek trat 1930 in den Orden der School Sisters of St. Francis (SSSF) ein. Sie begann ihre musikalische Ausbildung am Wisconsin Conservatory of Music, wo sie 1941 einen Abschluss im Fach Orgel erhielt. Sie begann dann am Alverno College zu unterrichten und studierte parallel dazu Komposition an der DePaul University in Chicago bei Samuel Lieberson. Von 1945 bis 1948 studierte sie an der DePaul University (Abschluss mit Mastergrad), im Sommer 1946 nahm sie zudem Unterricht bei Marcel Dupre an der University of Chicago. Ab 1953 war sie Schülerin von Bernard Rogers an der Eastman School of Music; 1957 erhielt sie den Doktorgrad im Fach Komposition.
Von 1956 bis 1968 leitete Hytrek das Musikdepartment des Alverno College, danach hatte sie bis 1984 dort eine Professur inne. 1987 wurde sie als Professor emerita ausgezeichnet. Sie war maßgeblich an der Gründung der National Catholic Music Educators Association (NCMEA, 1942), der Church Music Association of America (1966) und des Composers Forum for Catholic Worship (1970) beteiligt, war Mitbegründerin des Symposium for Church composers and Liturgists (1981) und mehr als fünfzig Jahre lang Mitglied der American Guild of Organists.
Neben Messen, Motetten und liturgischen Werken komponierte Hytrek u. a. Psalm 83 (84), Psalms, eine Festival Fanfare und Postlude-Partita on the Old One-Hundredth. Für ihr Prelude and Allegro for Oboe and Piano im Stil von Norman Dello Joio erhielt sie 1960 den Ersten Preis der National Association of College Wind and Percussion Instructors. Aufführungen ihrer Werke fanden u. a. beim First Annual Congress of Women Composers 1981 in New York City und beim American Composers Festival des Milwaukee Symphony Orchestra 1984 statt. Das St. Joseph College in Resselaer, Indiana, und die Marquette University verliehen ihr einen Ehrendoktortitel (1978 bzw. 1983).